# یاگلیچیه
یاگلیچیه (به صربی: Jagličje) یک منطقهٔ مسکونی در صربستان است که در Gadžin Han واقع شده‌است. یاگلیچیه ۹۲ نفر جمعیت دارد.